# Хришћанство у Албанији
Хришћанство је једна од најбројнијих верских заједница у Албанији. Према Светској бази података, хришћани чине више од трећину становништва, при чему су 22% становништва православци, а 13% римокатолици. Међутим, многи Албанци су или атеисти или агностици. Према подацима организације International Religious Freedom из 2007. године, не постоје поуздани подаци о њиховом уделу, али се сматра да се број креће од 25 до 45%. Због непрактиковања вере, процене верског састава варирају. На пример, ЦИА у процени за 2011. наводи 10% римокатолика и православних 6,8%, а осталих хришћана протестаната и других мање.

## Историја
Хришћанство се на простору данашње Албаније брзо проширило. Још у апостолским временима у лучком граду Драчу сматрало се да је живело седамдесетак хришћанских породица.
Од великог раскола хришћанства, католичкој цркви је био наклоњен север данашње Албаније, нарочито предели под млетачком влашћу, а остатак православној цркви као последица византијске власти.
Долазак албанских краљева под османску власт за последицу узроковао је исламизацију становништва. Танзиматске реформе из 1839. године, које су наметнуле војну службу немуслиманима, а пре свега хришћанима, убрзале су исламизацију јер су становници масовно прелазили с хришћанства на ислам ради избегавања војне обавезе. Ипак, могли су тајно бити хришћани показујући припадност исламу само у јавности (криптохришћани). Комунистичка власт Енвера Хоџе пропагирала је и наметала атеизам од 1944. до 1991. године. Прогоњени су, мучени и убијани свештеници у монтираним процесима. Група од 38 албанских мученика су после шездесетак година проглашени блаженим у Скадру, 5. новембра 2016. године. Године 1967. затворене су све цркве и џамије. Новембра 1990. Албанија је допустила приватно практиковање вере. Након пада комунизма 1991. године, у држави је повећан број хришћана.

## Галерија
- Ширење хришћанства у Европи и на Средоземљу
- Европа у доба великог раскола 1054. године
- Религија у Европи, на Средоземљу и на Блиском истоку 1100. године
- Религије у Европи 1560. године